# L'Impératrice (groupe)
Pour les articles homonymes, voir Impératrice (homonymie).
L'Impératrice est un groupe de pop et nu-disco français, originaire de Paris.

## Biographie

### Débuts (2012—2015)
L'Impératrice est un groupe de six musiciens : Charles de Boisseguin (claviers), Hagni Gwon (claviers), David Gaugué (guitare basse), Achille Trocellier (guitare électrique), Tom Daveau (batterie) et Flore Benguigui, compositrice et chanteuse, qui a rejoint la formation en 2015. 
L'Impératrice sort un premier EP éponyme en 2012, un deuxième, Sonate pacifique en 2014, puis un troisième, Odyssée le 12 octobre 2015. Celui-ci sera réédité un an plus tard sous le nom L'Empereur : une version ralentie de l'original, inspirée d'une erreur de fans jouant le disque à la mauvaise vitesse. Une version acoustique au violon, violoncelle et guitare acoustique, voit également le jour en février 2017. Le groupe remporte le prix du Public du prix Deezer Adami en 2016.

### Festivals etMatahari(2016—2019)

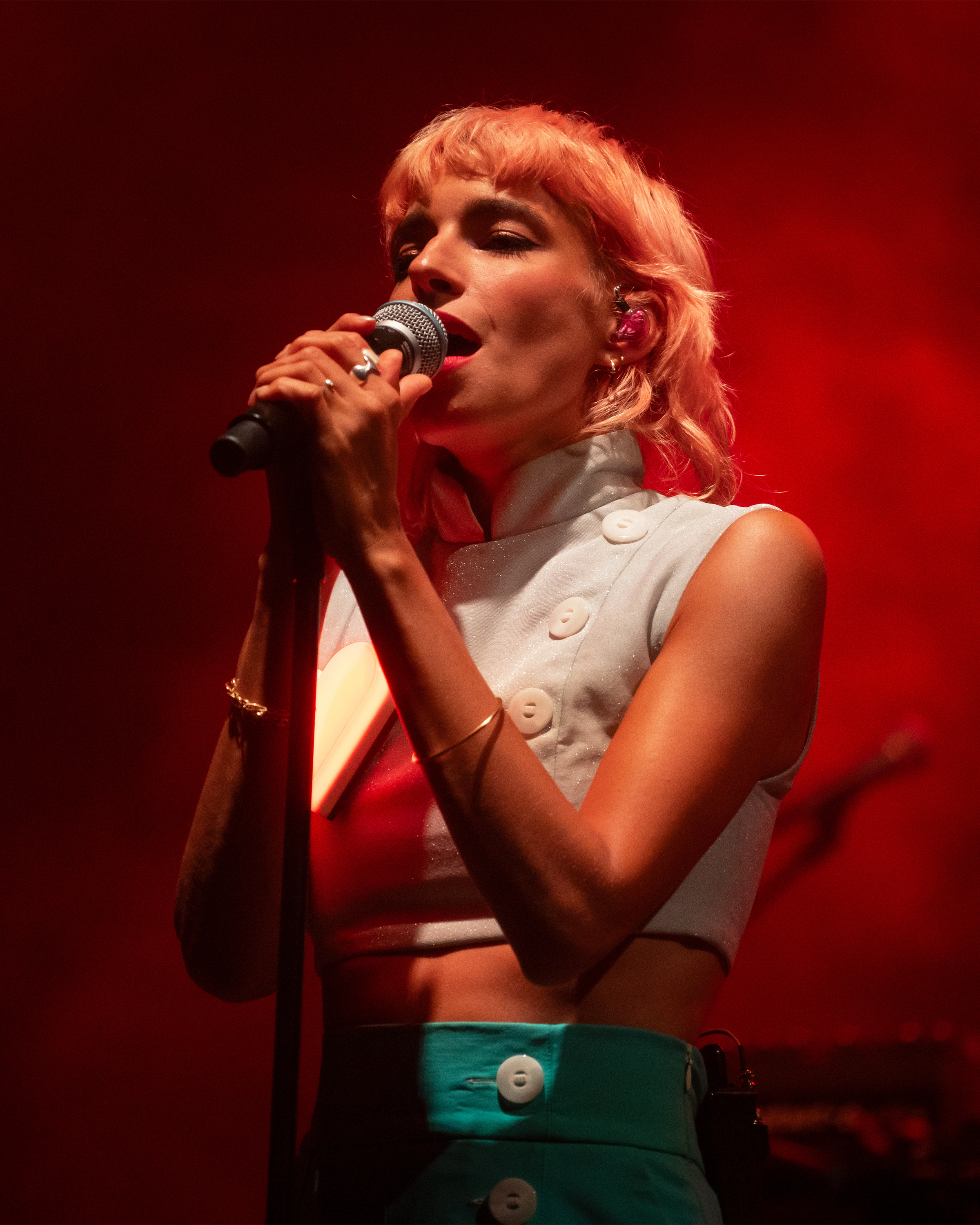
Flore Benguigui, Turin, 2023.

En 2016, L'Impératrice sort le single Vanille fraise, basé sur un échantillon du morceau Spoiled by Your Love de la chanteuse soul Anita Ward. Consécutivement, le groupe rejoint le label indépendant Microqlima, et un premier maxi intitulé Séquences paraît en juin 2017 sur le label. Des remixes de ces titres paraissent en septembre 2017, dont une version par le groupe australien Parcels. Le groupe se produit dans de nombreux festivals, comme le Printemps de Bourges et Calvi On the Rocks en 2016, ou We Love Green en 2017.
Le 17 octobre 2017 paraît Erreur 404, présenté comme le premier single de leur premier album Matahari. Le groupe fait une apparition dans l'émission Quotidien sur TMC le 9 janvier 2018. Le groupe se produit à La Cigale le 12 octobre 2017 puis au Casino de Paris les 3 et 4 avril 2018,. Il joue à Bruxelles le 31 janvier 2018. Il réalise une tournée française du 3 février au 17 mai 2018. Une extension de cette tournée est prévue entre le 11 octobre et janvier 2019,.
Le 21 juin 2018, à l'occasion de la Fête de la musique, le groupe se produit à l'Assemblée nationale.

### Tako Tsubo(2020-2023)
En 2020, le groupe est programmé au festival américain de Coachella, repoussé du 9 au 11 et du 16 au 18 octobre 2020 en raison de l'épidémie Covid-19. Le 9 avril 2020, le groupe sort un nouveau single intitulé Fou, tiré de leur nouvel album à venir. En rentrant de tournée en Amérique, L'Impératrice compose les nouveaux morceaux qui formeront l'album Tako Tsubo enregistré plus tard en prise directe par le groupe avec l'aide du producteur Neal H Pogue qui mixera les mélodies. L'album sort le 26 mars 2021, et transmet en chanson les émotions communes et humaines de la vie de tous les jours, d'où le titre Tako Tsubo qui signifie en japonais « vivre des émotions intenses ». 
Porté par les singles Fou, Voodoo?, Peur des filles et Hématome, les musiciens annoncent une rupture par rapport à Matahari, leur précédent album. En effet on note un changement d'ambiance, celui-ci est plus coloré contrairement à Matahari qui est plus nocturne. Mais on remarque également une structure différente de celle du premier album qui suivait un ordre couplet-refrain, ce jeune groupe a affirmé être plus libre dans la manière de composer. Dans cet album, de nouveaux thèmes sont évoqués dont la marge de la société, le féminisme et les réseaux sociaux. Le single Hématome sorti en clip animé dénonce l'envahissement des réseaux sociaux sur notre vie, Flore dénonce le fait qu'on ne peut pas en sortir et qu'on ne peut pas les fuir. Le féminisme est abordé d'une manière plus ironique et gaie avec la sortie du clip Peur des filles qui dénonce les stéréotypes sur les féministes,. Enfin, cet album est avant tout un travail de groupe que soulignent les artistes, les thèmes et les morceaux sont choisis ensemble dans le but de créer une musique qui leur est propre et qui traduit l’aperçu de chacun,.

### Pulsaret départ de la chanteuse Flore Benguigui (depuis 2024)

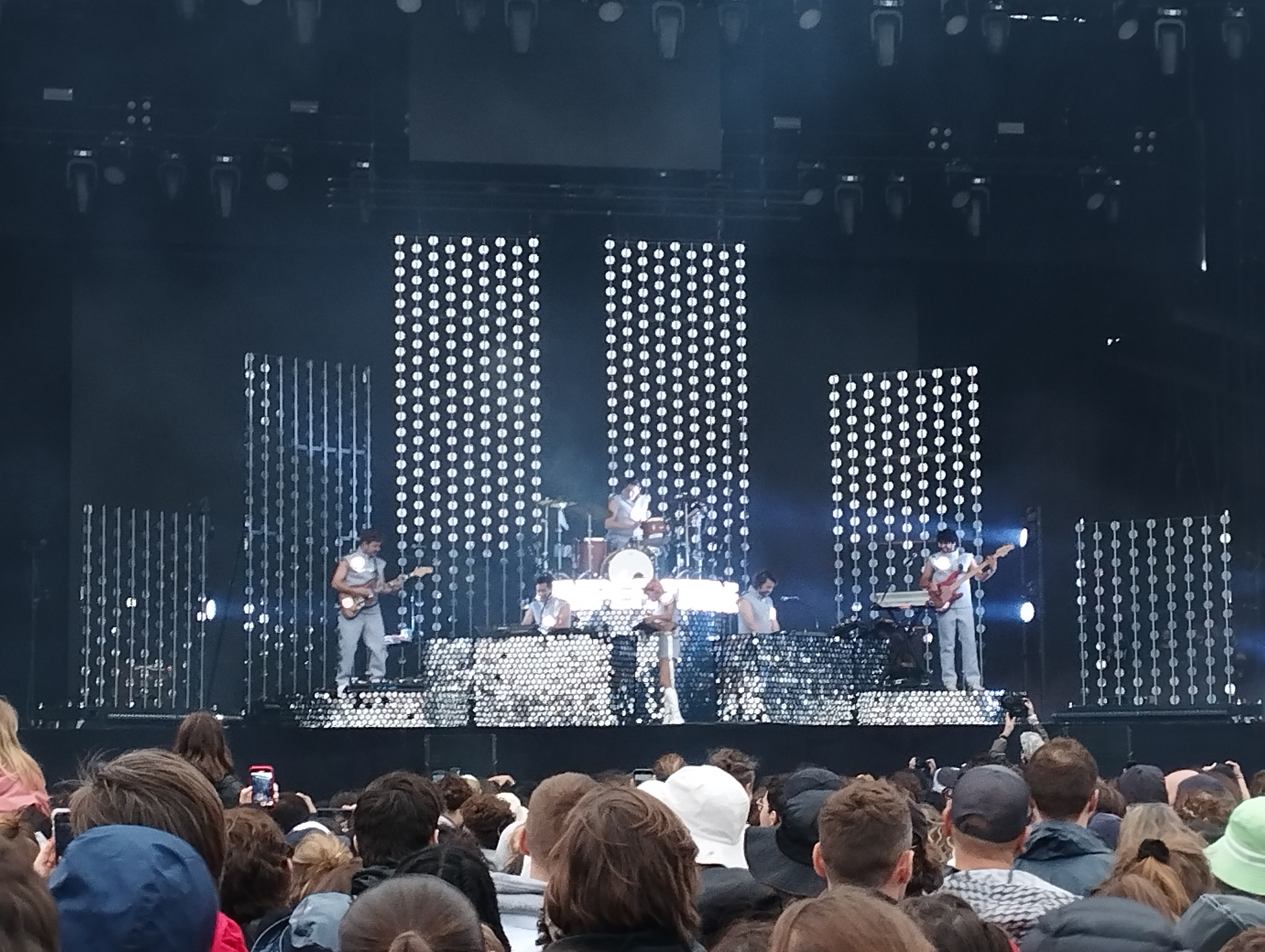
L'Impératrice en concert à We Love Green, le 1er juin 2024.

Le 3 avril 2024, le groupe annonce la sortie en juin de leur troisième album studio, Pulsar. La même année, le groupe se produit à nouveau au festival Coachella. L'album sort le 7 juin 2024.
Citant de « profonds désaccords personnels et artistiques » avec les autres membres du groupe, Flore Benguigui annonce le 26 septembre 2024 sur son compte Instagram qu'elle quitte le groupe, avant la tournée mondiale de Pulsar. Le groupe a pour sa part annoncé le départ de Flore Benguigui ainsi que l'arrivée d'une nouvelle membre. Le 1er octobre, quelques jours après l'annonce du départ de Flore, le groupe annonce l'arrivée de Louve, la nouvelle voix de l'Impératrice.
Le 23 novembre 2024, Flore Benguigui donne une interview à Mediapart dans laquelle elle évoque « l'emprise » dont elle aurait été sujette et les violences psychologiques — isolement, humiliations, misogynie — de la part des autres membres du groupe.

## Discographie

### Remixes
| Titre                 | Année | Artiste        | Album                         |
| --------------------- | ----- | -------------- | ----------------------------- |
| Supernova             | 2013  | Isaac Delusion |                               |
| Children of the Night | 2014  | Isaac Delusion | Children of the Night (Remix) |
| Je suis music         | 2015  | Cerrone        | The Remixes                   |
| La piscine            | 2016  | Hypnolove      | La piscine (EP)               |
| Gamesofluck           | 2017  | Parcels        | Hideout Remixed (EP)          |
| Hiéroglyphes          | 2018  | Pépite         | Les Bateaux (Remixs) (EP)     |
| I Feel High           | 2021  | Poolside       | High Season                   |
| Guy                   | 2021  | Remi Wolf      | We Love Dogs!                 |

## Distinction
- Victoires de la musique 2022 : nomination dans la catégorie Victoire de la révélation féminine[24]